# Jota Antliae
Jota Antliae (ι Antliae, förkortat Jota Ant, ι Ant), som är stjärnans Bayer-beteckning, är en ensam stjärna i den östra delen av stjärnbilden Luftpumpen. Den har en skenbar magnitud på +4,60 och är synlig för blotta ögat där ljusföroreningar ej förekommer. Baserat på parallaxmätningar i Hipparcos-uppdraget på 16,2 mas beräknas den befinna sig på ca 200 ljusårs (62 parsek) avstånd från solen.

## Egenskaper
Jota Antliae är en orange till gul jättestjärna av spektralklass K1 III. Den har en massa som är ca 1,6 gånger solens massa, en radie som är ca 9 gånger större än solens och utsänder ca 60  gånger mera energi än solen från dess fotosfär vid en effektiv temperatur på ca 4 800 K. Den är en stjärna som genererar energi genom fusion av helium och anses ingå i den röda klumpens evolutionära gren.